# 尚贝翁
尚贝翁（法語：Chambéon，法語發音：[ʃɑ̃beɔ̃]）是法国卢瓦尔省的一个市镇，位于该省中部，属于蒙布里松区。

## 地理
尚贝翁（45°41'49"N, 4°10'35"E）面积16.85 平方千米，位于法国奥弗涅-罗讷-阿尔卑斯大区卢瓦尔省，该省份为法国中南部省份，北起顺时针与索恩-卢瓦尔省、罗讷省、伊泽尔省、阿尔代什省、上盧瓦爾省、多姆山省和阿列省接壤。
与尚贝翁接壤的市镇（或旧市镇、城区）包括：蓬桑、弗尔、马尼厄欧特里沃、福雷地区莫尔南、圣洛朗拉孔什。

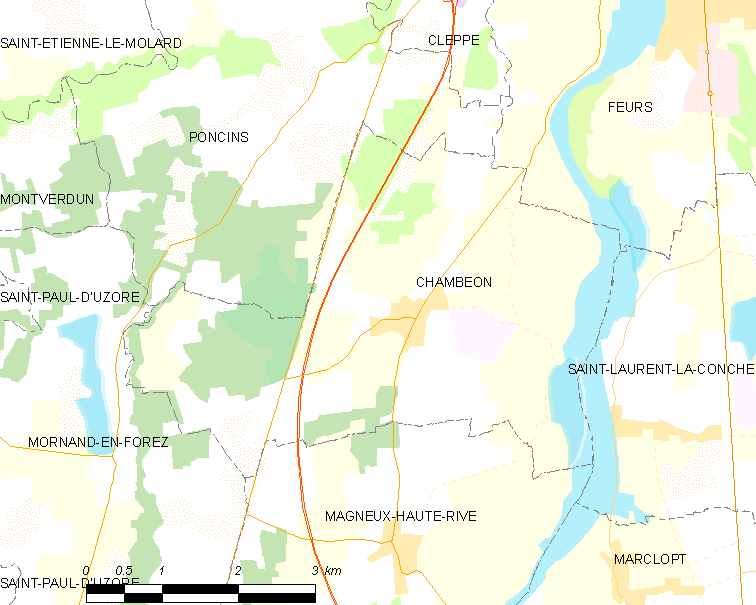
尚贝翁的OSM定位图

尚贝翁的时区为UTC+01:00、UTC+02:00（夏令时）。

## 行政
尚贝翁的邮政编码为42110，INSEE市镇编码为42041。

## 政治
尚贝翁所属的省级选区为弗尔县。

## 人口

1962-2008年间尚贝翁人口变化图示

尚贝翁于2022年1月1日时的人口数量为653人。